# Монкарра
Монкарра (фр. Montcarra) — коммуна во Франции, находится в регионе Рона — Альпы. Департамент коммуны — Изер. Входит в состав кантона Тур-дю-Пен. Округ коммуны — Ла-Тур-дю-Пен.
Код INSEE коммуны — 38250. Население коммуны на 1999 год составляло 351 человек. Населённый пункт находится на высоте от 309 до 452 метров над уровнем моря. Муниципалитет расположен на расстоянии около 430 км юго-восточнее Парижа, 50 км восточнее Лиона, 55 км северо-западнее Гренобля. Мэр коммуны — Marc Moulin, мандат действует на протяжении 2008—2014 гг.
Динамика населения (INSEE):